# 成川渓谷
座標: 北緯33度13分2.962秒 東経132度37分16.251秒 / 北緯33.21748944度 東経132.62118083度

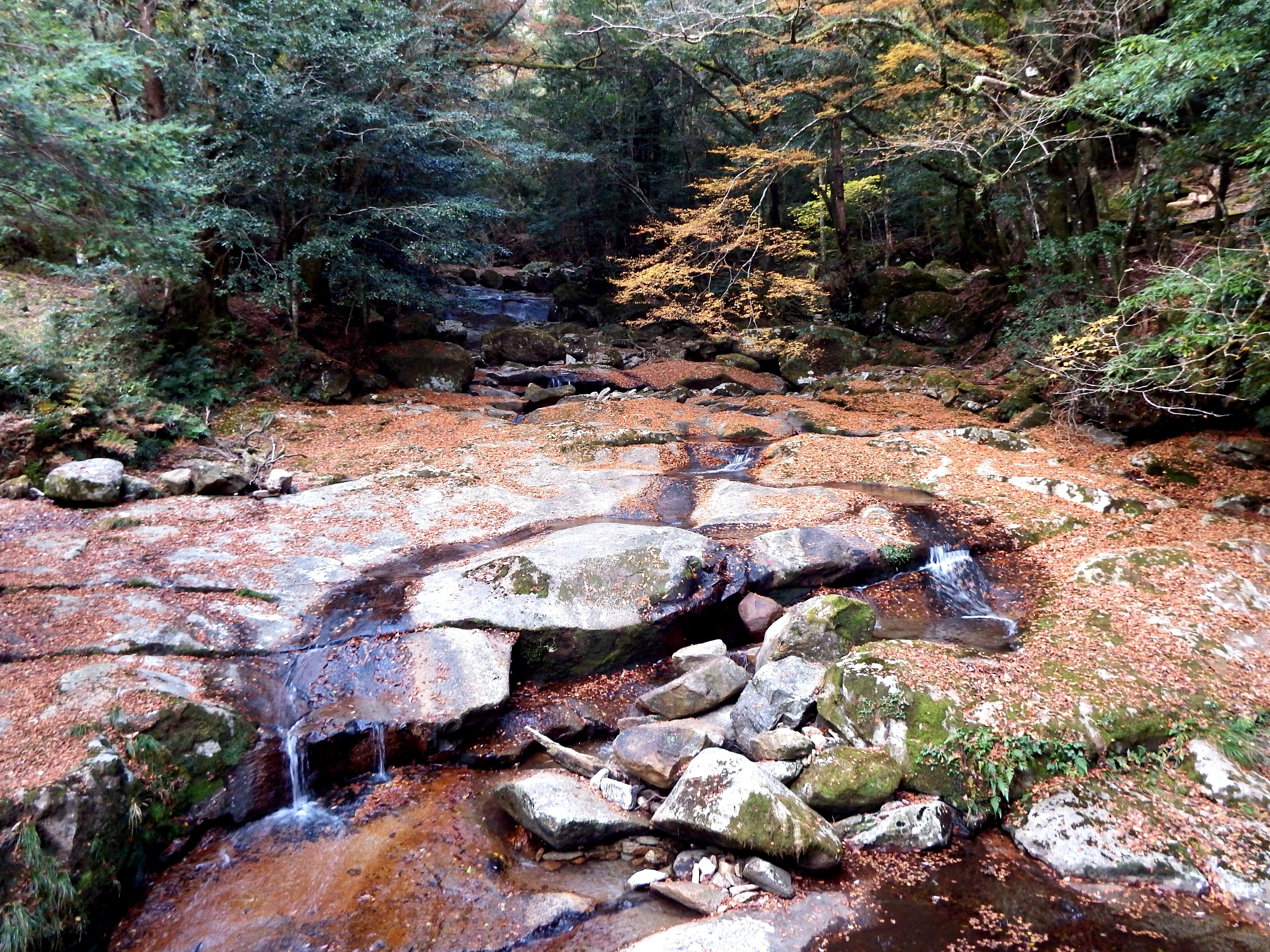
最奥の車道橋から上流を見る

成川渓谷（なるかわけいこく）は愛媛県北宇和郡鬼北町大字奈良に位置する渓谷。足摺宇和海国立公園。四国八十八景46番。

## 概要
広見川の支流である奈良川の上流に亘る渓谷で、高月山・梅ヶ成峠を源流にして鬼ケ城山系の山中にあり、白い花崗岩に流れる豊富な清流と木々の緑の調和が素晴らしく遊歩道が整備されている。宇和島市中心部より車で20分と近く、駐車場の目の前が渓谷中心部であり、日帰り温泉の高月温泉（定休日は毎週火曜日）や、宿泊と食事施設のNATURE HOTEL NARUKAWA（旧成川渓谷休養センター）、また、渓谷の中にロッジやキャンプ場があり手軽に宿泊と食事ができる。えひめ森林浴八十八カ所。高月山の登山口。
NATURE HOTEL NARUKAWA（ネイチャーホテル・ナルカワ）は旧成川渓谷休養センターを改修した施設で、2024年（令和6年）10月にリニューアルオープンした。

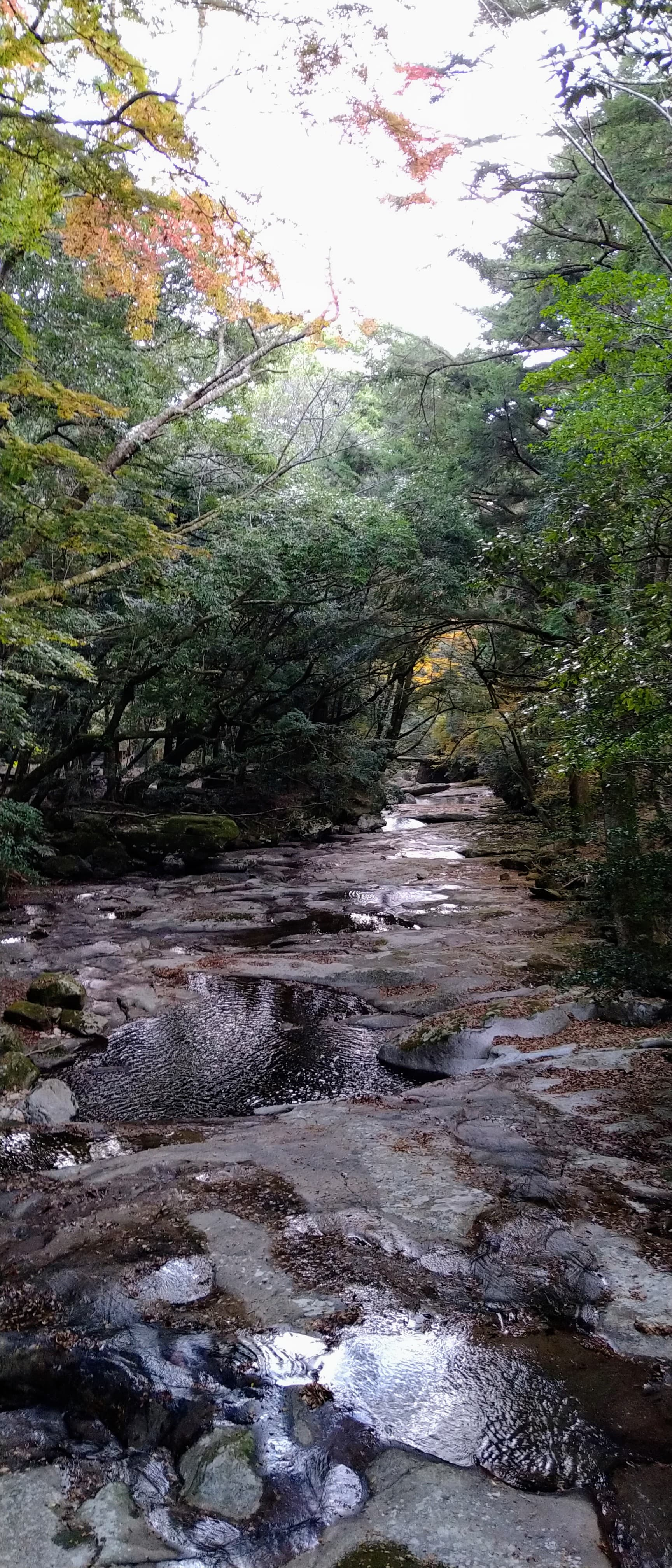
下流を見る
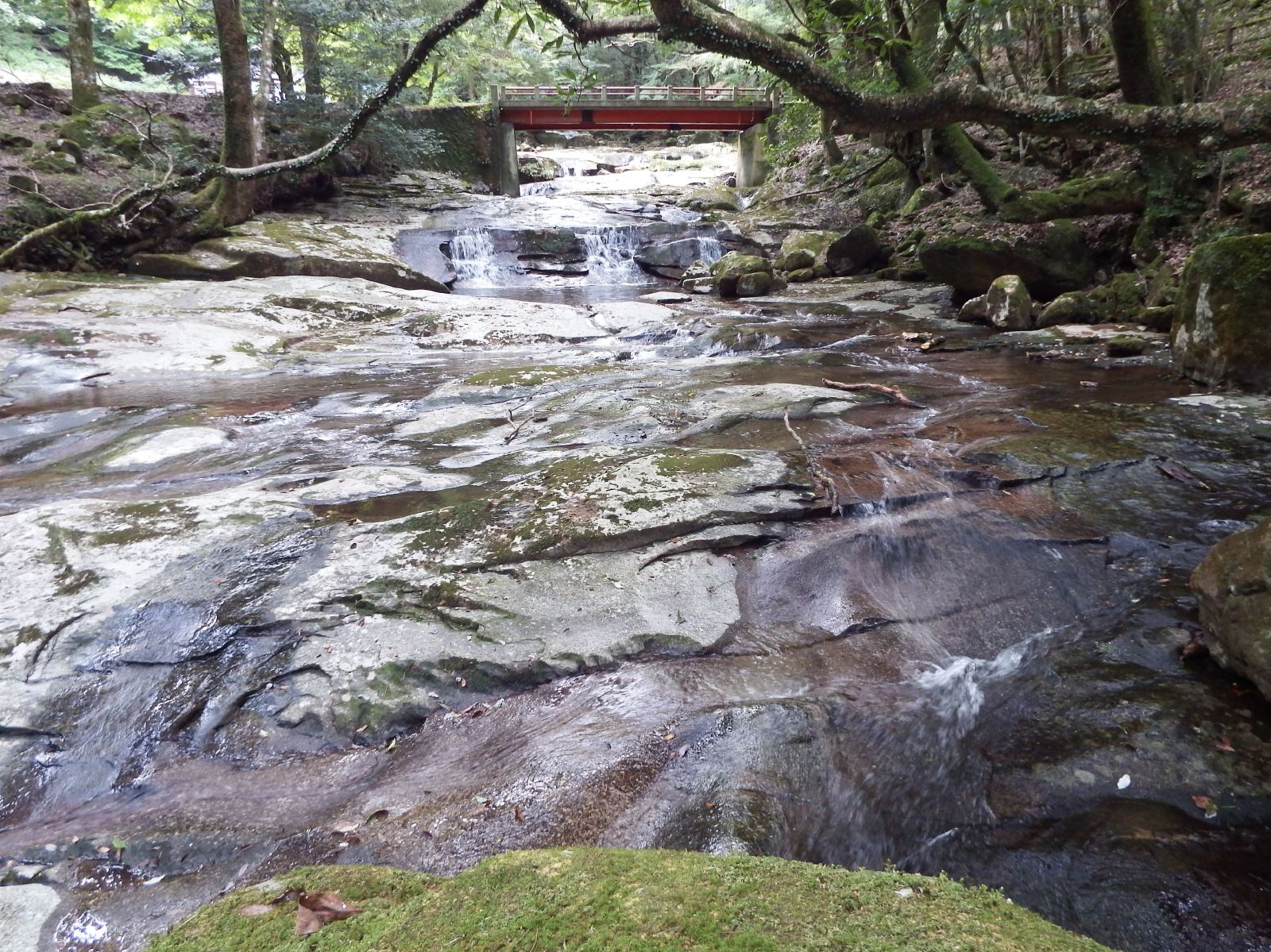
最奥の車道橋付近
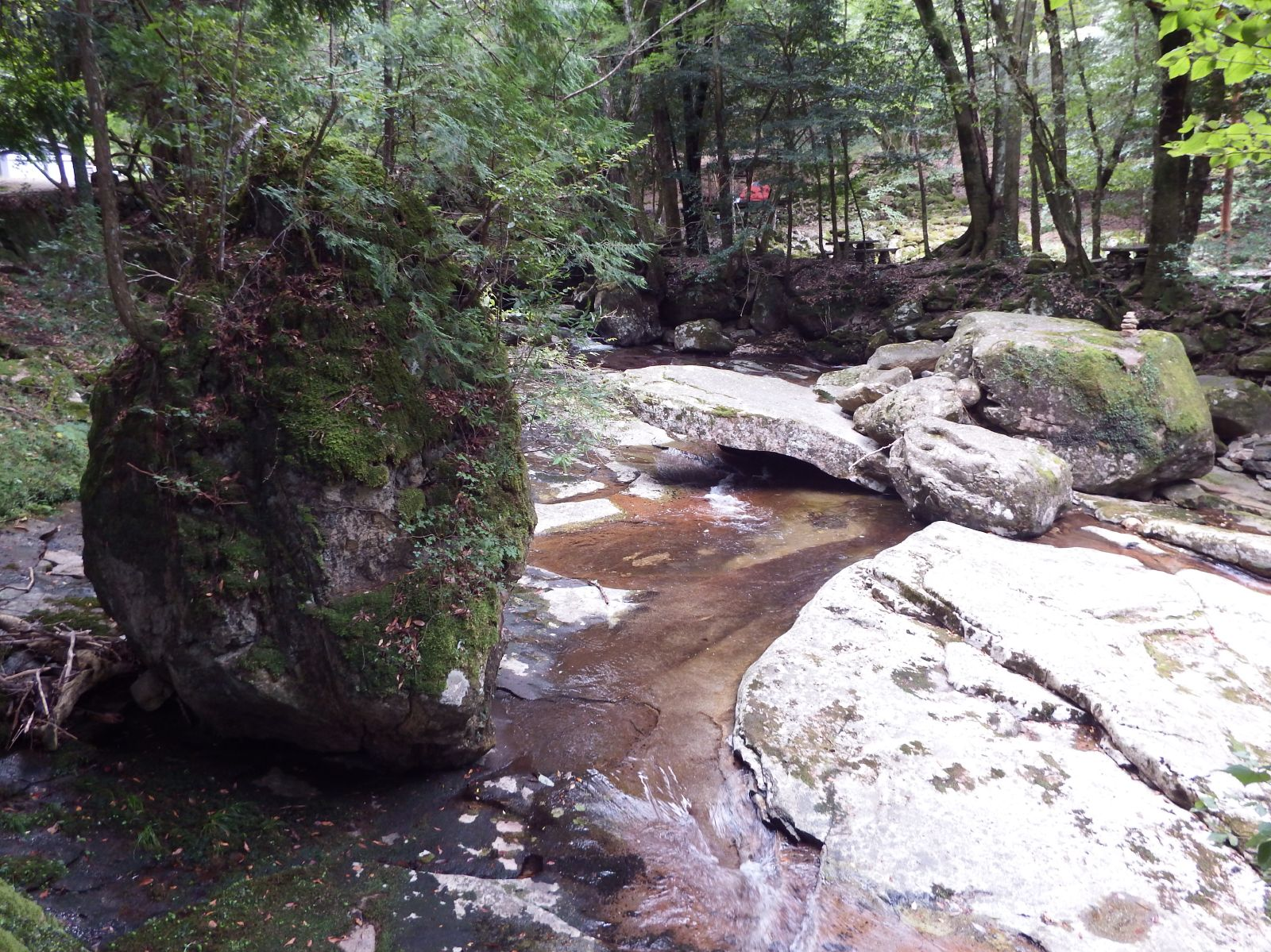
べろ岩とダルマ岩
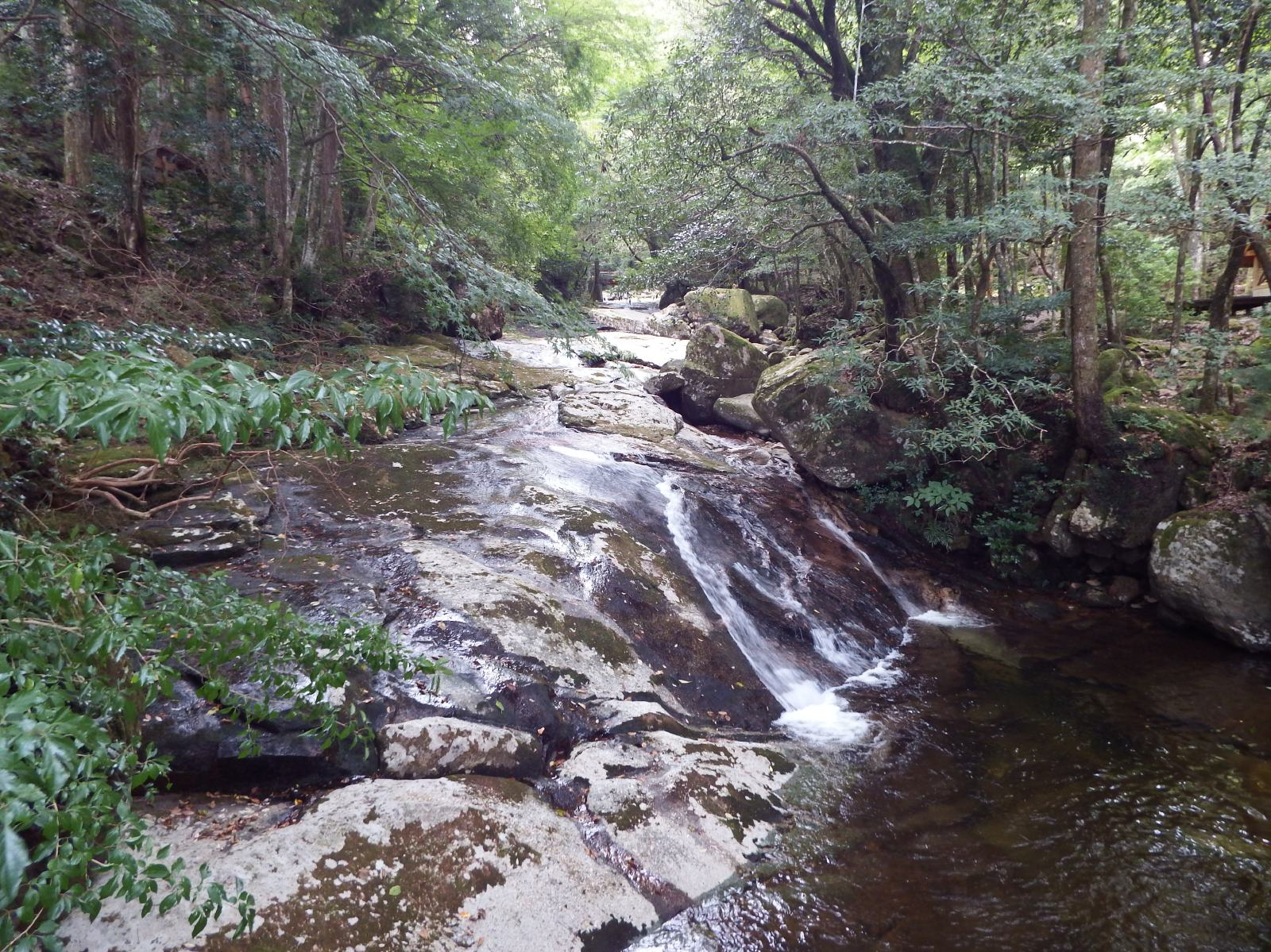
渓流
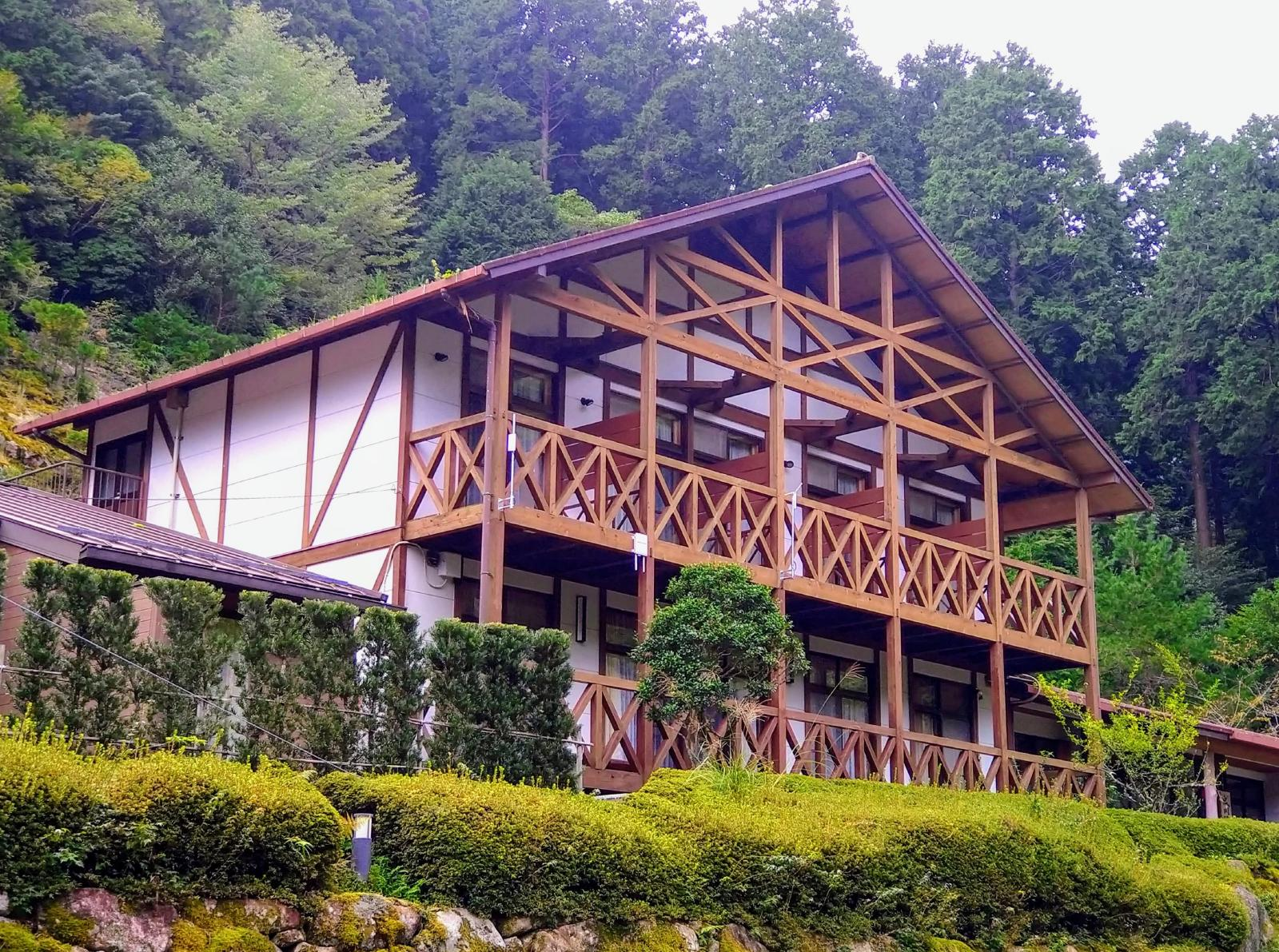
成川渓谷保養センター（改修前）
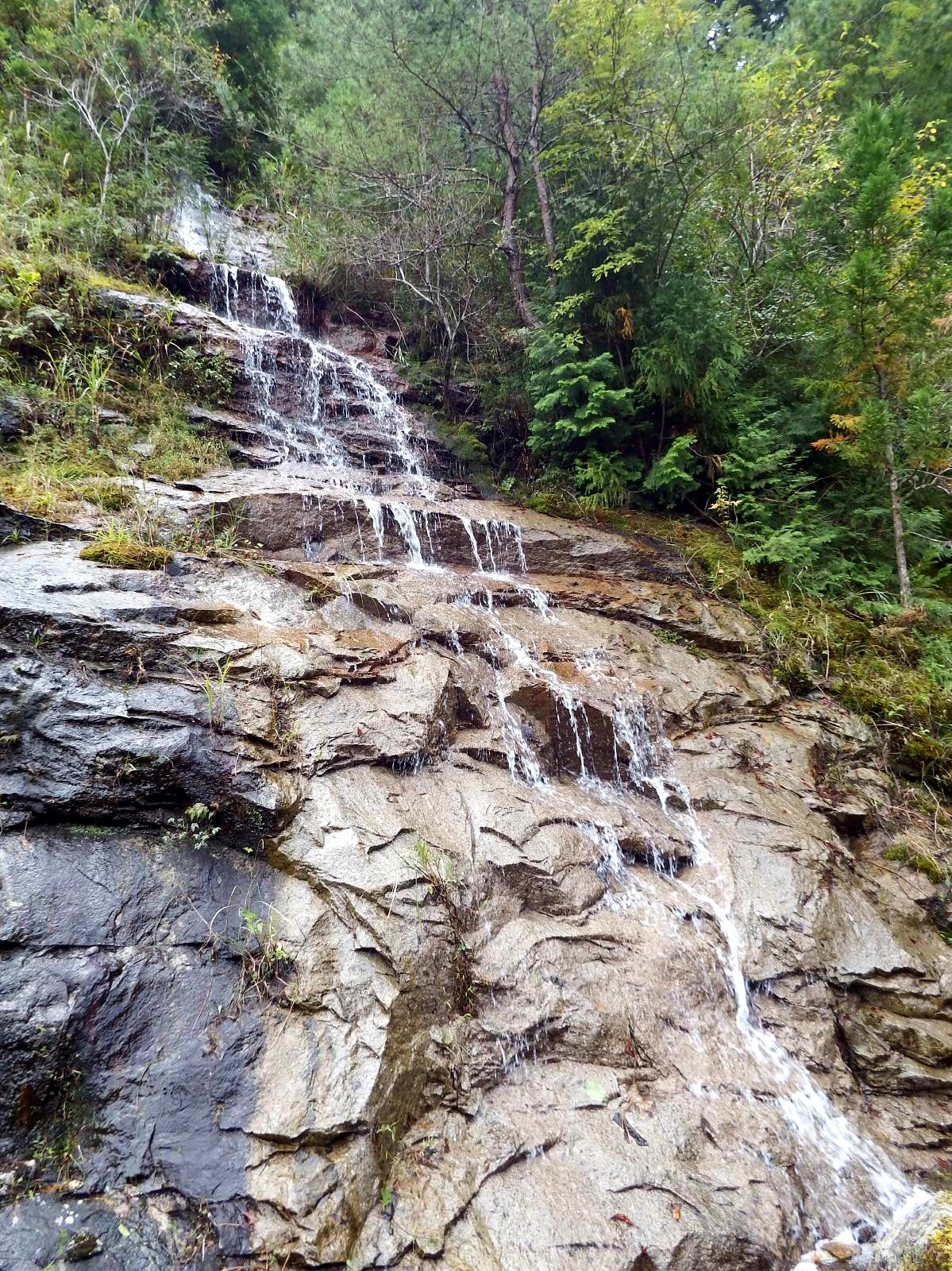
保養センターの裏の滝
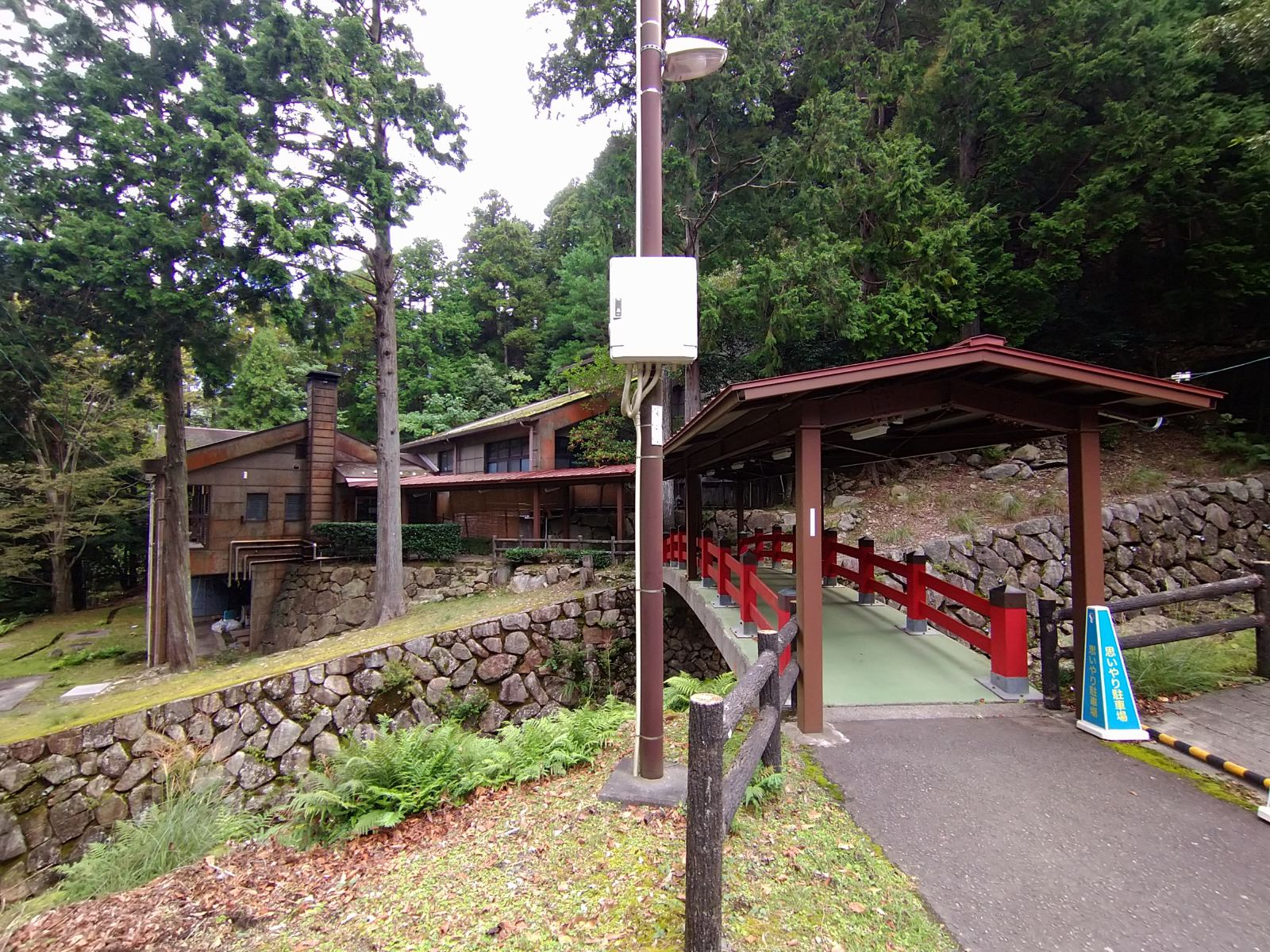
高月温泉

## 交通
国道320号線を宇和島駅より東へ約15分、鬼北町に入ると渓谷への分岐から南下して約5分。
駐車場は渓谷入口付近と、温泉や保養センターの前と、最奥に約35台分との合計約100台で無料。